# Envenenamiento por mordedura o picadura
El envenenamiento por mordedura o picadura se refiere al proceso por el cual se inocula veneno a través de la mordedura o picadura de un animal venenoso.
Muchos tipos de animales, incluyendo mamíferos (p. ej., la musaraña de cola corta septentrional, Blarina brevicauda), reptiles (p. ej., la cobra real), arañas (p. ej., viudas negras), insectos (p. ej., avispas ) y peces (p. ej., los peces piedra) usan veneno para cazar y para propósitos de autodefensa.

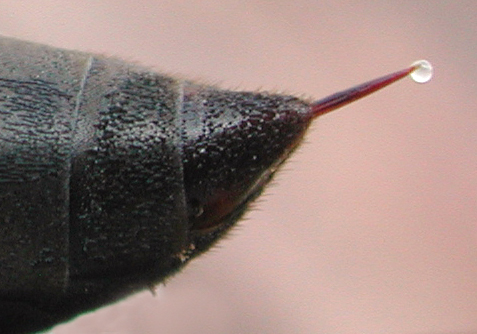
Aguijón de avispa con veneno

En particular, el envenenamiento por mordedura de serpiente es considerado una enfermedad tropical desatendida, causante de más de 100.000 muertes y de amputaciones a más de 400.000 personas cada año.

## Mecanismos
Algunos venenos se aplican de manera externa, especialmente sobre tejidos sensibles como los ojos, pero la mayoría de venenos se administran perforando la piel de la víctima. El veneno en la saliva del monstruo de Gila y algunos otros reptiles entra en la presa gracias a mordeduras con dientes acanalados. Más frecuentemente, animales poseen órganos especializados tales como dientes huecos (colmillos) o aguijones tubulares que penetran la piel de la presa, con lo cual los músculos unidos al depósito de veneno del animal agresor lanzan un chorro de veneno profundamente dentro del tejido corporal de la víctima. Por ejemplo, los colmillos de serpientes venenosas están conectados a una glándula de veneno por medio de un conducto. Mordeduras o picaduras pueden, pues, conllevar a la muerte. La tasa de envenenamiento es descrita como la probabilidad de que el veneno ingrese exitosamente en un sistema tras una mordedura o picadura. 

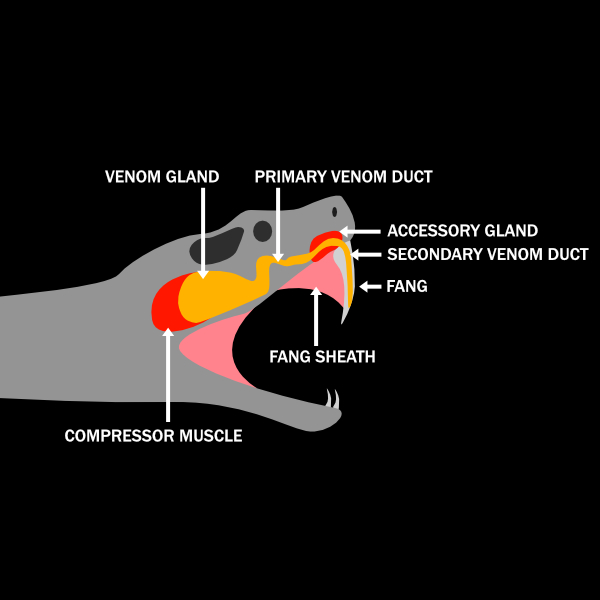
Sistema venenoso de una serpiente

### Mecanismos del envenenamiento por serpientes
Las serpientes administran veneno a su objetivo perforando la piel de su objetivo a través de órganos especializados llamados colmillos. Las mordeduras de serpiente pueden entenderse como un proceso en cuatro etapas: lanzamiento del ataque, erección de colmillos, penetración de colmillos y retirada de colmillos. Las serpientes tienen una glándula venenosa que va conectada a un conducto y a colmillos subsiguientes. Los colmillos tienen tubos huecos con lados acanalados que permiten que el veneno fluya dentro suyo. Durante las mordeduras, los colmillos atraviesan la piel del objetivo y se retrae la vaina del colmillo, un órgano de tejido blando que los rodea. Tal retracción de la vaina del colmillo conlleva a un aumento en presiones internas. Este diferencial de presión da inicio al flujo de veneno en el sistema de inoculación de veneno. Se ha mostrado que serpientes de mayor tamaño inoculan mayores cantidades de veneno durante sus ataques que serpientes más pequeñas.
Los eventos de envenenamiento por mordedura de serpiente se clasifican a menudo como de tipo depredador o defensivo. Los eventos de tipo defensivo dan como resultado que se expulsen cantidades mucho más grandes de veneno dentro del objetivo. El envenenamiento defensivo puede ocurrir con tasas de flujo de veneno 8.5 veces mayores y una masa de veneno 10 veces mayor en comparación con los ataques por depredación. Las mayores cantidades de veneno se explican por la necesidad de neutralizar rápidamente a un objetivo durante un ataque defensivo.
Los ataques por depredación son bastante diferentes de las mordeduras defensivas. En ataques por depredación, las serpientes atacan y envenenan a sus presas, dejándolas libres rápidamente. Esto evita que la serpiente o su sistema de inoculación de veneno reciban heridas en represalia. Una vez suelta, la presa huye hasta que el veneno induce su muerte. Una vez inoculado, el veneno de serpiente tiene un olor que la serpiente puede reconocer fácilmente, lo que le permite reubicar a la presa una vez que ha escapado y ha muerto. Si bien no todas las especies de serpientes en todas las situaciones dejan libres a sus presas tras el envenenamiento, el veneno generalmente juega un papel importante en la reubicación de las presas. Asimismo, se ha mostrado que las serpientes venenosas son conscientes del tamaño relativo de sus presas. Por ejemplo, se demostró experimentalmente que las serpientes de cascabel juveniles tienen la capacidad de adaptar el volumen de veneno que expulsan en función del tamaño de su presa. Una vez han ganado experiencia, las serpientes de cascabel juveniles expulsan consistentemente más veneno al atacar a ratones más grandes. Esta habilidad le permite a las serpientes inocular una cantidad suficiente de veneno para dar muerte a la presa y a la vez conservar su suministro de veneno para ataques posteriores. El uso económico del veneno es un factor importante en tanto es un recurso metabólicamente costoso.

## Diagnóstico y tratamiento
El diagnóstico del envenenamiento por mordedura de serpiente es un paso crucial para determinar qué antídoto debe aplicarse. Al año ocurren alrededor de 2 millones de casos de envenenamiento por mordedura de serpiente y hasta 100.000 muertes por tal razón en todo el mundo. Existen varios tratamientos contra el veneno, que típicamente consisten en anticuerpos o fragmentos de anticuerpos, que neutralizan el veneno. Las mordeduras de ciertas serpientes requieren tratamientos específicos, como es el caso de las víboras y las serpientes de coral. La terapia anti-veneno está diseñada para tratar los efectos de hemorragia y coagulación que el veneno produce en los seres humanos.